# カミリオネア
カミリオネア（Chamillionaire, 本名: ハキーム・セリキ, 1979年11月28日 - ）は、アメリカ合衆国テキサス州ヒューストン出身のラッパー。名前の由来はカメレオンと億万長者の意味合いのあるミリオネアを掛け合わせたものである。
ステージ・ネームは「カミリオネア」のほかに「The Mixtape Messiah」、「King Koopa」、「Color Changin' Lizard」、「Chamillinator」、「Chamillitary Mayne」、「The Truth From Texas」など多数ある。彼は「The Color Changin' Click」のオリジナルメンバーであり、同じバンドには彼の兄弟のRasaqのほかに、50/50 Twin、 Lew Hawk、Yung Ro、Paul Wallがいる。
彼は自身が起こしたレコード会社カミリタリー・エンターテインメント（ユニバーサル配給）のCEOでもある。グラミー賞に2回ノミネートされた。
ヒップホップに多いBeef（抗争の意）の風潮を嫌っている。

## ディスコグラフィー
- ザ・サウンド・オブ・リベンジ（2005）
- アルティメット・ヴィクトリー（2007）